# Jack Simpson (Fußballspieler)
Jack Benjamin Simpson (* 18. Dezember 1996 in London) ist ein englischer Fußballspieler. 

## Karriere

### Verein
Simpson wurde im Londoner Süden geboren und wuchs in der südwestenglischen Küstenstadt Weymouth auf. Zum von dort nicht weit entfernten AFC Bournemouth zog es ihn im Alter von zwölf Jahren und nach vier Jahren wurde er mit einem zwei Jahre laufenden Ausbildungsvertrag ausgestattet. In den Jugendmannschaften der „Cherries“ war Simpson anfänglich als Mittelfeldspieler unterwegs, aber sein späterer Cheftrainer Eddie Howe schulte ihn zum Innenverteidiger um. Der Sprung in den Profikader gelang ihm, nachdem er im März 2016 einen Zweijahresvertrag unterzeichnet hatte. Zu Beginn der Saison 2015/16 hatte er noch im Amateurbereich beim AFC Totton ein wenig Spielpraxis erworben – die Erfahrung, als junges Talent ein von den niederklassigen Gegenspielern „Gejagter“ zu sein, stufte Simpson als möglicherweise sehr wertvoll für einen angehenden Profi ein. Im Sommer 2016 reiste er mit der ersten Mannschaft zu den Trainingscamps in Spanien und Dubai. Im Oktober 2017 debütierte er im Ligapokal gegen den FC Middlesbrough und schoss beim 3:1-Sieg das erste Tor. Auch beim Viertelfinalaus gegen den FC Chelsea und drei Tage später bei seinem Premier-League-Debüt bei Manchester City (0:4) jeweils im Dezember 2017 stand er in der Startelf.
Simpson verlängerte daraufhin im Januar 2018 seinen Vertrag bis zum Sommer 2020. Zum Ende der Saison 2018/19 bestritt er die ausgehenden fünf Premier-League-Partien und stand in den drei letzten gegen den FC Southampton, Tottenham Hotspur und Crystal Palace jeweils in der Startformation. Am 28. Januar 2021 unterschrieb Simpson einen Vorvertrag beim schottischen Erstligisten Glasgow Rangers, zu dem er im Sommer nach Ablauf seines Vertrages in Bournemouth wechseln sollte. Einige Tage später wurde die Verpflichtung vorgezogen und Simpson wechselte am 2. Februar 2021 zu den „Rangers“. Mit den Rangers gewann er drei Monate später die schottische Meisterschaft. In seiner zweiten Spielzeit in Schottland kam er nur noc in sieben Pflichtspielen zum Einsatz, gewann aber dabei den Scottish FA Cup.
Im August 2022 wechselte Simpson weiter zu Cardiff City in die heimische EFL Championship und absolvierte dort im folgenden Jahr insgesamt 23 Pflichtspiele für den Verein aus Wales. Dann folgte eine halbe Spielzeit ohne Klub, ehe Simpson sich am 29. Februar 2024 bis zum Saisonende dem Drittligisten Leyton Orient anschloss.

### Nationalmannschaft
Am 20. November 2018 absolvierte Simpson ein Testspiel für die englische U-21-Nationalmannschaft gegen Dänemark. Beim 5:1-Auswärtssieg in Esbjerg kam er über die kompletten 90 Minuten zum Einsatz.

## Erfolge
- Schottischer Meister: 2021
- Schottischer Pokalsieger: 2022